# Abbaye de Joyenval
L'abbaye de Joyenval est une ancienne abbaye desservie par les Prémontrés, dont les vestiges se trouvent actuellement sur un golf en bordure de la forêt de Marly, près du désert de Retz, sur le territoire de la commune de Chambourcy (département des Yvelines).

## Historique
Elle fut fondée ou refondée en 1221 par Barthélemy de Roye ou de Retz, chambrier de France au service du roi Philippe-Auguste, qui y fut enterré trois ans après. Plusieurs autres membres de la famille de Roye, incluant son neveu Nicolas, pair de France, évêque et comte de Noyon de 1228 à 1240, seront également inhumés dans l'abbaye,. Le monastère, desservi par les Prémontrés, a été construit dans le vallon, en contrebas du donjon de Montjoye, sur le lieu d'un ancien ermitage qui aurait reçu la visite de la princesse Clotilde : « On lit, en anciennes scriptures, dit un ancien historien, qu'en ce temps avoit ung hermite preud'homme et de saincte vie, qui habitait en ung boys près d'une fontaine, au lieu qui de présent est appelé Joye-en-Val, en la chastellenie de Poissy près Paris, auquel hermite, Clotilde, femme du roi Louis, avait grande fiance, et pour sa saincteté le visitait souvent et lui administrait ses nécessités ». La Fontaine des Lys aurait été témoin de la conversion du roi Clovis.
Une Montjoie était une colline, soit destinée à surveiller un territoire, soit dédiée à Jovis (Jupiter). Les abbés prétendaient que l'oriflamme Montjoie, ce Palladium de la France, remis à l'empereur Charlemagne par le pape Léon III, était primitivement conservé dans les murs de la forteresse de la Montjoye, qui touchaient le monastère, avant d'être déposé à l'abbaye de Saint-Denis.
L'église a été consacrée à saint Laurent et, après le transfert de ses reliques en 1261, également à saint Barthélémy. L'abbaye de Joyenval, dans le diocèse de Chartres, ne figure pas au Dictionnaire des communes. Par la suite, des actes conservés aux Archives nationales témoignent qu'il s'y était établi une communauté d'usuriers juifs dont les biens furent vendus ou donnés après l’expulsion de 1306. En 1313, Philippe-le-Bel fait don à l'abbaye de Joyenval d'un four dans une maison où étaient les écoles des juifs : In domo in qua solebant esse scole judeorum apud Joyenval.
Par lettres patentes datées de Saint-Germain en 1328, Philippe VI de Valois prend sous sa sauvegarde et protection royale l'abbaye de Joyenval de l'ordre des prémontrés, à la limite du terroir de Montaigu, près le château de Montjoie et celui de Retz.
Elle est incendiée le 13 août 1346 durant de la guerre de Cent Ans, lors de la chevauchée du roi d'Angleterre Édouard III.
Les moines de Joyenval possédaient un hôtel à Paris, dans une rue de la rive droite de Paris qu'on nommait alors rue Aux-Moines-de-Joienval et par corruption, rue Aux-Moines-de-Jenvau ou rue aux Moignes-de-Jenvau et qui est citée par Guillot de Paris dans Le Dit des rues de Paris sous la forme rue à Moingnes-de-Jenvau. Cet hôtel est remplacé en 1698 par un grenier à sel.
L'abbaye est détruite à la Révolution.

## Vestiges
Il subsiste quelques vestiges de l'église abbatiale visibles dans le golf de Joyenval. Ils ont fait l’objet d’une inscription au titre des monuments historiques depuis le 24 octobre 1989.

## Abbés successifs
Selon M. H. Fisquet la liste des abbés est :
- Ansculphe (†1227)
- Thomas de Poissy (†1231)
- Simon de Maule (†1239)
- Jean Ier (†1243)
- Guillaume Ier de Picardie (†1268)
- Fromond (†1281)
- Barthélemy Ier (†1293)
- Pierre Ier de Vitry (†1299)
- Guillaume II (†1334)
- Guillaume III (†1347)
- Pierre II (†1366)
- Jean II (†1368)
- Jean III (†1385)
- Béraud Ier (†1387)
- Bertrand (†1400)
- Jean IV Poulain (†1416)
- Jacques Ier Élie de Louviers (†1432)
- Jean V Toppet (†1440)
- Jean VI (†1448)
- Jean VII de Hainaut (†1491)
- Eustache Béguet (†1493)
- Étienne Goupillon (†1493)
- Béraud II de la Chassaigne (†1498)
- Jacques II du Moulin (†1499)
- Lancelot du Fau (†1505)
- Bernard de La Vernade (†1509)
- Robert de L’Épée (†1515)
- Pierre III Marie (†1521)
- Jean VIII Bailleul (†1521)
- Jean IX Brutel (†1525)
- Michel Coupson(†1531)
- Barthélemy II Gauger (†1541)
- Nicolas Ier de Foville (†1555)
- Pierre IV de Foville (ou de Faucille) (†1559)
- Nicolas II Brûlard de Crosne (†1597), chevalier, abbé de l'abbaye Saint-Martin d'Autun, conseiller du roi, maître des requêtes (le 5 août 1570), résigne au profit de son neveu qui suit.
- Charles Ier Brûlart de Genlis (1571-†.25 juillet 1649)), dit "Léon", Chanoine de Paris, conseiller au Parlement, abbé de l'abbaye de Neauphle-le-Vieux, de Joyenval, prieur de Saint-Magloire de Léhon, conseiller ordinaire, puis doyen du Conseil d'État, ambassadeur à Venise en 1612-1615, 1631 et en Suisse en 1629, à la Diète de Ratisbonne en 1630, diplomate pour le père Joseph (1577-1638)[9]
- Pierre Brûlart de Genlis, frère du précédent, il est également abbé de l'Abbaye Saint-Martin d'Autun
- Charles II Brûlart de Genlis  (†.14 mai 1669), neveu des précédents, Charles et Pierre, aumônier du Roi, abbé des abbayes de Genlis, prieur de Saint-Magloire de Léhon, et de Neauphle-le-Vieux
- Charles III Brûlart de Genlis (1628-1714), neveu de Charles II, archevêque d'Embrun, abbé commendataire de l'abbaye Sainte-Élisabeth de Genlis
- Georges d'Aubusson de La Feuillade (1609-1697); il succède au précédent en 1668; à sa mort, l'abbaye est transformée en prieuré[réf. souhaitée]

## Galerie

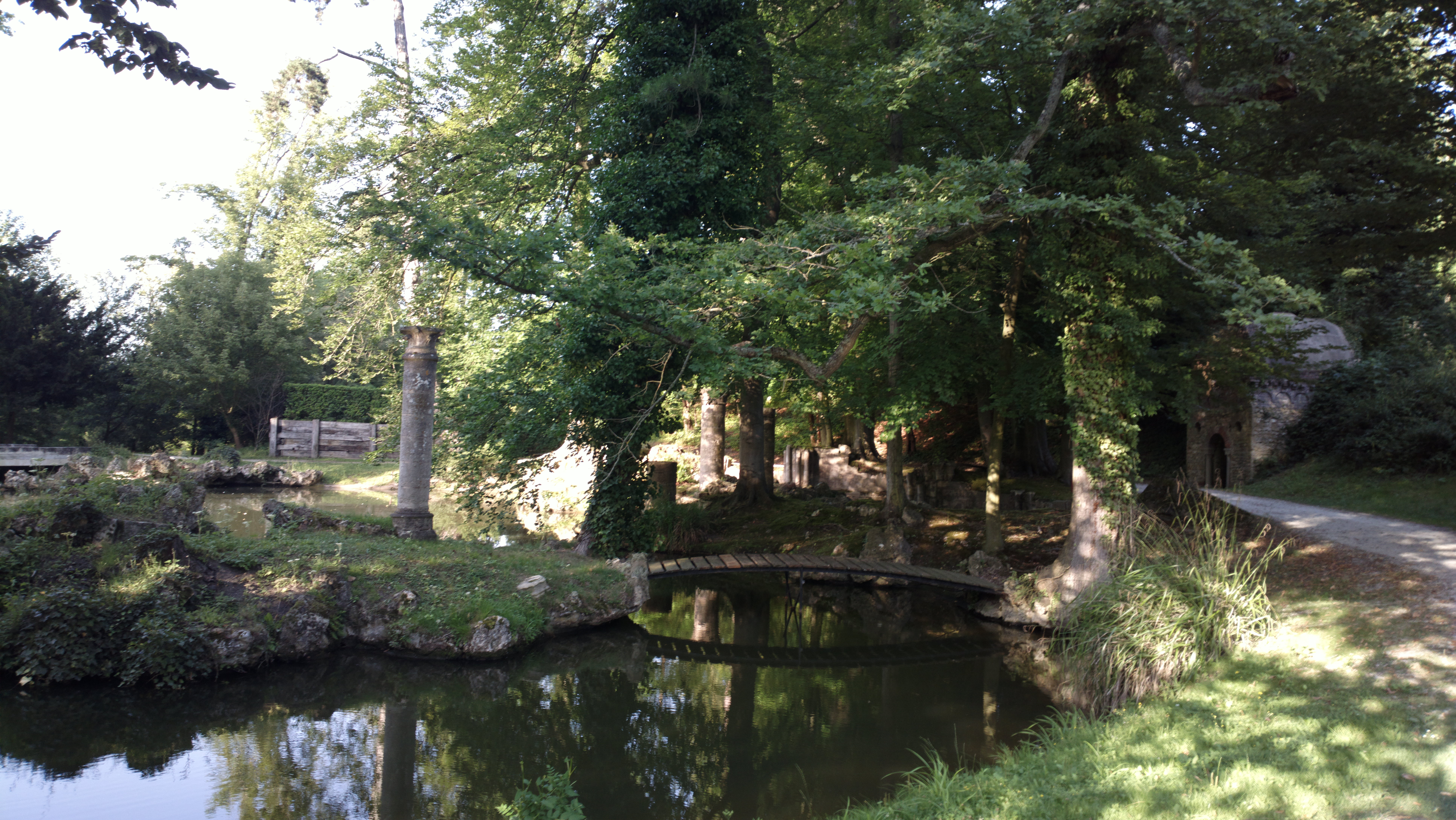
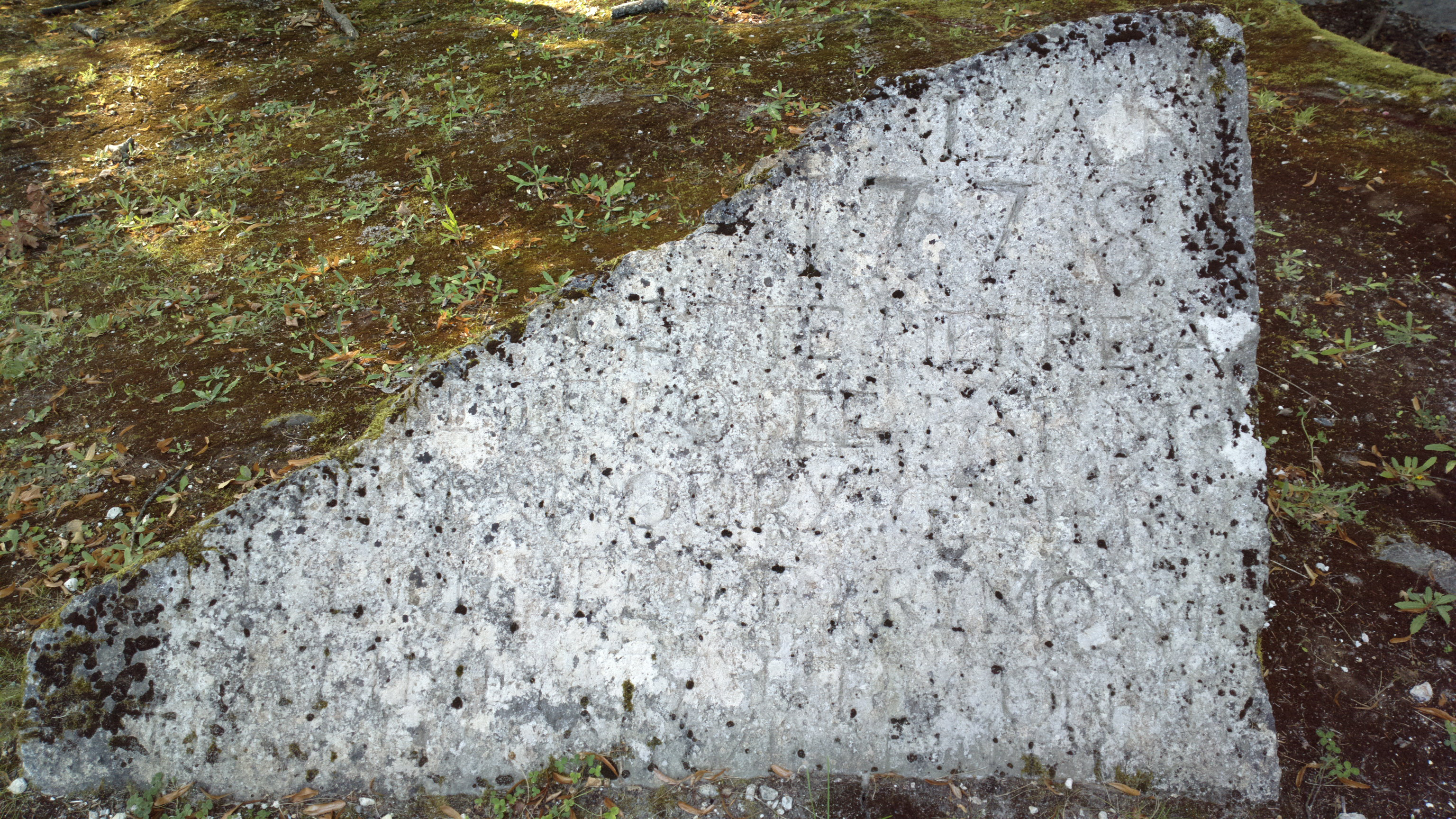
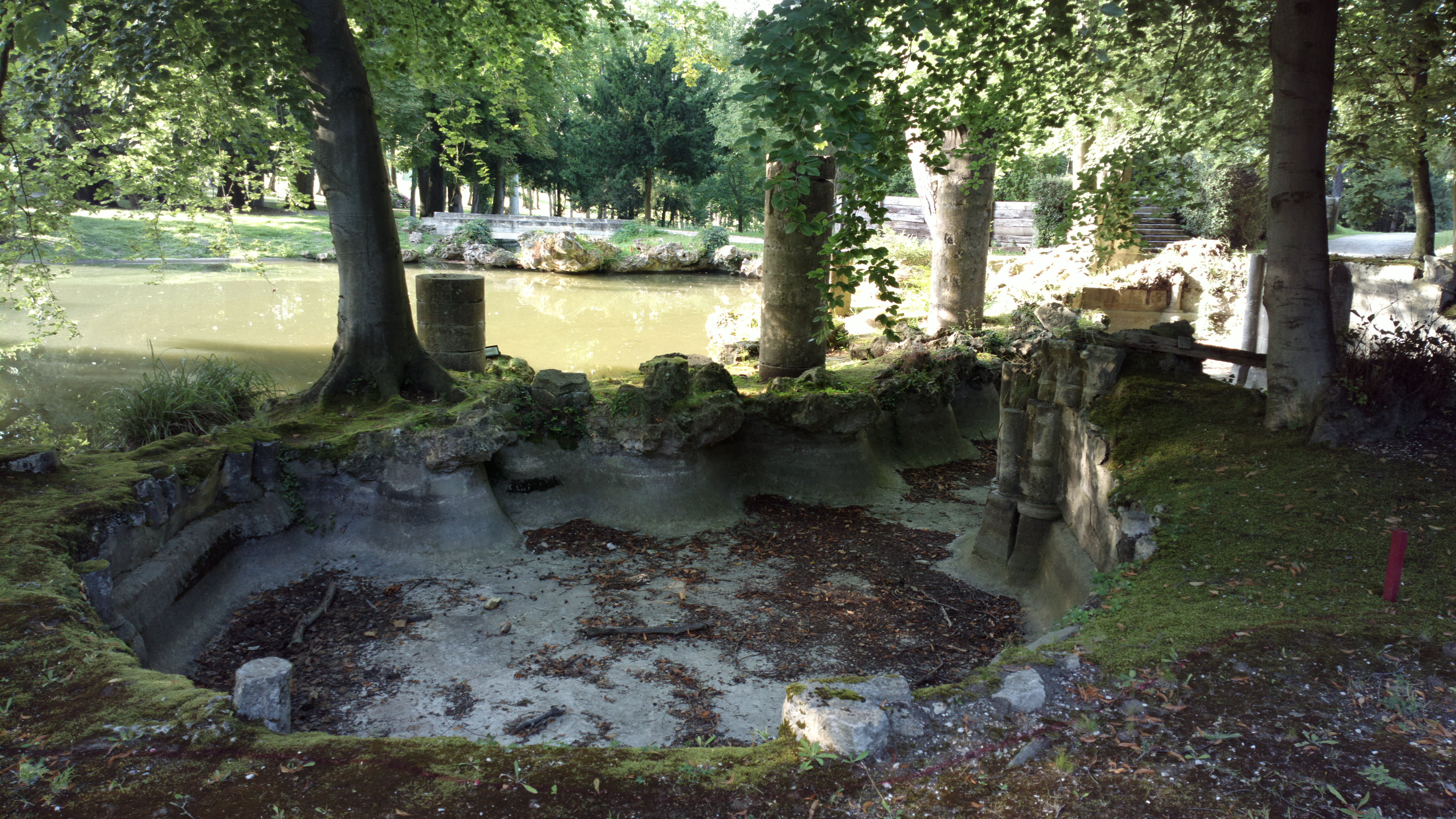
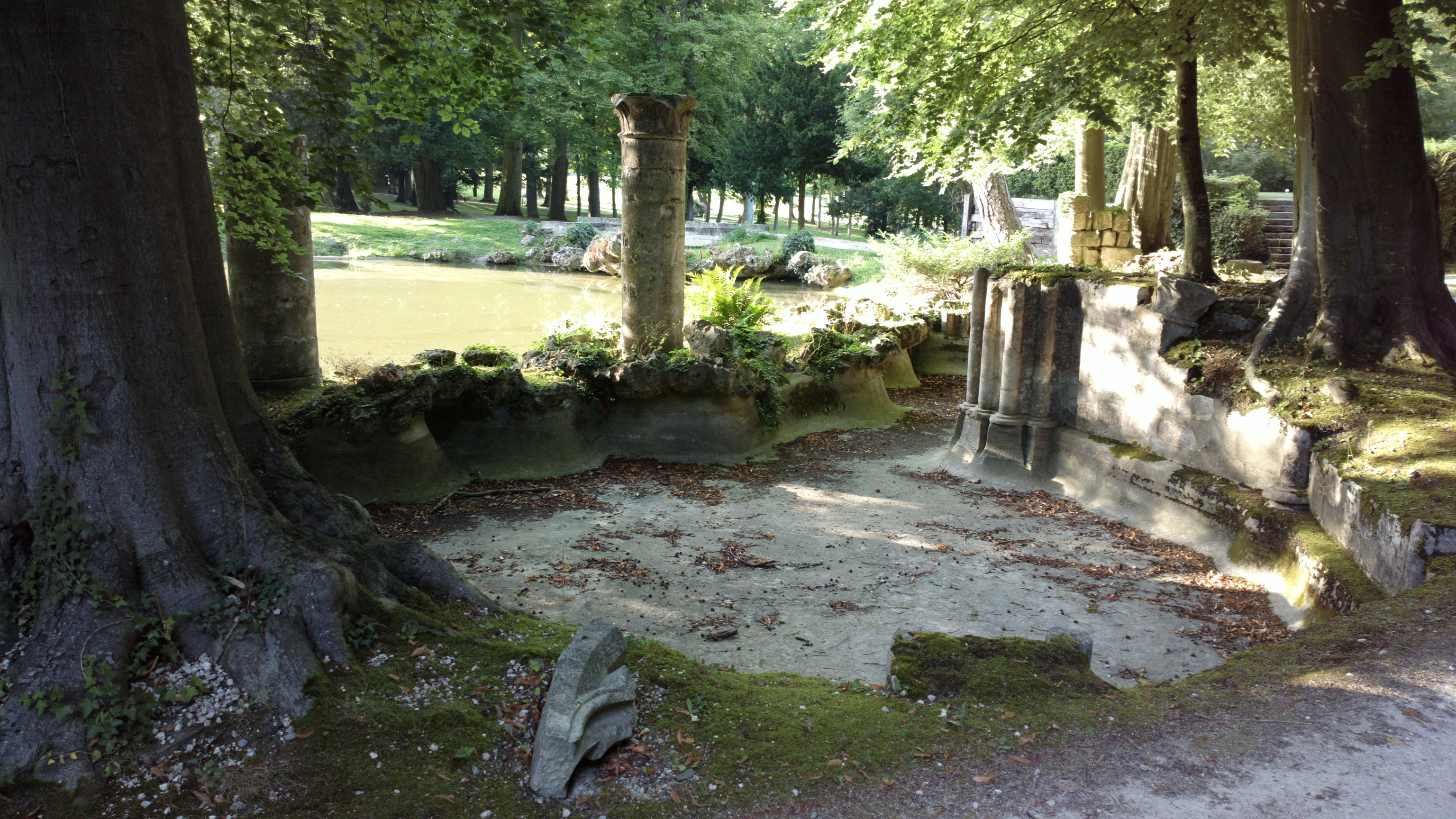

## Propriétés, revenus
- « La paroisse de Montesson est partagée entre deux seigneuries : Montesson et La Borde. En 1239, l’écuyer Jehan de Montjoie fait don du fief de Montesson à l’abbaye de Joyenval. Puis la seigneurie appartient au prieuré de Conflans-Sainte-Honorine, qui la vend en 1564 aux Le Pileur-Portal. Le seigneur Henri Bertin, ministre de Louis XV et de Louis XVI et féru d’agronomie aménage le parc seigneurial, l’actuel Parc Penet. La Borde fut un fief dépendant de la seigneurie de Maisons. En 1489, Etienne de Vesc, familier de Charles VIII, en est détenteur. La seigneurie est ensuite achetée par de petits officiers royaux, qui y ont ferme et manoir où ils résident, ainsi les: Brûlart »[10],[11].